# Mette Kierkgaard
Mette Kierkgaard (geb. Mette Tobiasen;* 5. März 1972 in Ribe) ist eine dänische Politikerin der Moderaten und Abgeordnete des dänischen Folketings. Seit 15. Dezember 2022 ist sie dänische Ministerin für Seniorenangelegenheiten.

## Ausbildung und Leben
Kierkgaard wurde als Kind des Landwirts Ove Tobiasen und Kirsten Nordahls in Süddänemark geboren. Nach ihrem Abitur am Gymnasium in Ribe und einem Sprachaufenthalt in England nahm sie ein Studium der Sozialwissenschaften an der Universität Aalborg auf, welches sie nach einem Auslandssemester an der West Virginia University 1999 abschloss. Im Jahr 2002 erlangte sie in Aalborg den Doktorgrad (Ph.d.). Während ihrer Promotion verbrachte sie auch einen Forschungsaufenthalt an der Harvard University. 2022 erwarb Kierkgaard zudem noch einen berufsbegleitenden Master in Öffentlicher Verwaltung an der Syddansk Universitet und der Universität Aarhus.
Nach einer Tätigkeit als Dozentin von 2003 bis 2005 an der Universität Aalborg und weiteren Stationen als Beraterin und wissenschaftliche Mitarbeiterin war sie von 2008 bis 2012 Sachbearbeiterin bei der Nationalen Agentur für Soziales und Gesundheit (Socialsytrelsen). Von 2012 bis 2015 war sie Behördenleiterin in Esbjerg Kommune. Im Jahr 2017 übernahm sie einen Posten als Abteilungsleiterin bei der dänischen Landwirtschaftsagentur, bevor sie im gleichen Jahr wieder als Fachberaterin zur Sozialagentur zurückkehrte. Von 2018 bis 2020 war sie erneut Behördenleiterin ins Esbjerg, von 2020 bis zu ihrer Wahl in den Folketing leitete sie das Familienamt in Viborg Kommune.
Kierkgaard lebt in Ribe und hat mit ihrem Mann zwei Söhne.

## Politische Karriere
Bei der Folketingswahl 2022 kandidierte sie für die neugegründete Partei der Moderaten im Großwahlkreis Südjütland (Sydjyllands Storkreds) und konnte ein Abgeordnetenmandat gewinnen. Bei der konstituierenden Sitzung der Folketingsfraktion der Moderaten wurde sie zur stellvertretenden Fraktionsvorsitzenden (gruppenæstformand) gewählt. Nachdem die Moderaten gemeinsam mit Sozialdemokraten und Venstre eine Regierung gebildet hatten, trat sie am 15. Dezember 2022 als Ministerin für Seniorenangelegenheiten in das Kabinett Frederiksen II ein. Den stellvertretenden Fraktionsvorsitz übernahm daher Mohammad Rona.